# 가오윈샹
가오윈샹(중국어: 高云翔, 병음: Gāo Yúnxiáng, 한자음: 고운상(高雲翔), 1982년 8월 15일 ~ )은 중국의 배우이다. 톈진시에서 태어났다.

## 방송
- 반숙전기
- 미월전
- 최후일전
- 애니, 만루천사
- 천지정연

## 영화
- 육년, 육천 (2017년)
- 천지정연 (2015년)
- 미월전 (2015년)
- 최후일전 (2015년)
- 궁쇄연성 (2014년) - 강일진 역
- 마약전쟁 (2013년) - 소상 역